# تيم وين (ملحن)
تيم وين (بالإنجليزية: Timothy Michael Wynn)‏ هو ملحن أمريكي، ولد في 5 مايو 1970.

## وصلات خارجية
- الموقع الرسمي
- تيم وين على موقع IMDb (الإنجليزية)
- تيم وين على موقع ميوزك برينز (الإنجليزية)
- تيم وين على موقع أول ميوزيك (الإنجليزية)
- تيم وين على موقع ديسكوغز (الإنجليزية)
- تيم وين على موقع قاعدة بيانات الفيلم (الإنجليزية)